# Je m'appelle Barbra
| Recensione | Giudizio |
| ---------- | -------- |
| AllMusic   |          |

Je m'appelle Barbra è l'ottavo album in studio della cantante statunitense Barbra Streisand, pubblicato nel 1966 dalla Columbia Records.

## Tracce
Lato A
1. Free Again – 3:43 (Baselli, Canfora, Colby, Jourdan)
2. Autumn Leaves – 2:50 (testo: Mercer, Prévert – musica: Kosma)
3. What Now My Love – 2:41 (testo: Delanoë, Sigman – musica: Bécaud)
4. Ma Première Chanson – 2:19 (Marnay, Streisand)
5. Clopin Clopant – 3:10 (Coquatrix, Dudan, Goell)
6. Le Mur – 2:34 (Dumont, Vaucaire)

Lato B
1. I Wish You Love – 3:01 (Beach, Chauliac)
2. Speak to Me of Love – 2:52 (Lenoir, Sievier)
3. Love and Learn – 2:29 (Gimbel, Legrand, Marnay)
4. Once Upon a Summertime – 3:37 (Eddie Barclay, Legrand, Marnay, Mercer)
5. Martina – 2:21 (Legrand, Shaper)
6. I've Been Here – 2:31 (Dumont, Shuman, Vaucaire)

## Classifiche
| Classifica (1966) | Posizione massima |
| ----------------- | ----------------- |
| Stati Uniti       | 5                 |